# Gambelia copeii
Gambelia copeii är en ödleart som beskrevs av Yarrow 1882. Gambelia copeii ingår i släktet Gambelia och familjen Crotaphytidae. IUCN kategoriserar arten globalt som livskraftig. Inga underarter finns listade i Catalogue of Life.
Arten förekommer i Kalifornien (USA), på halvön Baja California (Mexiko) samt på flera tillhörande mindre öar. Habitatet utgörs av klippiga och sandiga området med mer eller mindre tät växtlighet i form av gräs, buskar och ibland träd.